# ۱۱۴۳ (خورشیدی)
۱۱۴۳ هزار و صد و چهل و سومین سال هجری خورشیدی است.